# Shannon Lucid
Shannon Matilda Wells Lucid (Xangai, 14 de janeiro de 1943) é uma ex-astronauta dos Estados Unidos, veterana de cinco missões espaciais e ex-recordista de permanência no espaço entre as mulheres. Foi a primeira mulher norte-americana a habitar a estação orbital russa Mir e condecorada com a Medalha de Honra Espacial do Congresso, décima pessoa e primeira mulher a receber a honraria.
Shannon nasceu em Xangai, na China, durante a Segunda Guerra Mundial, filha de pastores missionários batistas que se encontravam no país e cresceu na cidade de Bethany, no estado de Oklahoma, Estados Unidos, onde cursou a Universidade de Oklahoma e se formou em bioquímica em 1973.

## NASA
Selecionada para o corpo de astronautas da NASA em 1978, sua primeira ida ao espaço se deu aos 42 anos, em junho de 1985, quando fez parte da tripulação da missão STS-51-G da nave Discovery, que colocou em órbita o primeiro satélite saudita, desenvolvido na França.
Voltou ao espaço mais três vezes, em 1989 e 1991, na nave Atlantis, nas missões STS-34 e  STS-43 e na STS-58 da Columbia, em outubro de 1993. A missão que fez Lucid mais conhecida mundialmente, entretanto, foi sua última, entre março e setembro de 1996, aos 53 anos, quando se tornou a primeira mulher norte-americana a habitar a estação russa Mir, o que fez por 179 dias. Ela foi levada até a Mir pela Atlantis na missão STS-76 e retornou na STS-79.
Não era esperado que sua estadia na estação fosse tão demorada, mas seu retorno, devido a problemas na partida do ônibus espacial em Cabo Canaveral, foi adiado por duas vezes, fazendo com que ela permanecesse mais seis semanas além do previsto em órbita. Durante sua permanência no espaço, realizou diversas experiências em ciência da vida e física. Como resultado de sua temporada na Mir, Lucid manteve por doze anos o recorde de permanência feminina continua no espaço sendo superada apenas em 16 de junho de 2007 pela astronauta Sunita Williams, a bordo da Estação Espacial Internacional na Expedição 14.
Entre 2002 e 2003, trabalhou como cientista-chefe da NASA e nos anos seguintes como CAPCOM - comunicadora de voo em terra - das missões STS-114, STS-116, STS-118 e, mais recentemente, em terra mas ainda na ativa aos 65 anos, nas missões STS-120 Discovery em 2007 e STS-122 Atlantis em fevereiro de 2008. Se aposentou definitivamente da NASA em 2012, aos 69 anos de idade.